# Chrysosoma corruptor
Chrysosoma corruptor är en tvåvingeart som beskrevs av Octave Parent 1933. Chrysosoma corruptor ingår i släktet Chrysosoma och familjen styltflugor.
Artens utbredningsområde är Kongo. Inga underarter finns listade i Catalogue of Life.